# 22987 Ребеккауфман
22987 Ребеккауфман (22987 Rebeckaufman) — астероїд головного поясу, відкритий 4 листопада 1999 року.
Тіссеранів параметр щодо Юпітера — 3,287.